# Nagrota Bagwan
Nagrota Bagwan es una ciudad y concejo municipal  situada en el distrito de Kangra,  en el estado de Himachal Pradesh (India). Su población es de 5900 habitantes (2011). 

## Demografía
Según el censo de 2011 la población de Nagrota Bagwan era de 5900 habitantes, de los cuales 3001 eran hombres y 2899 eran mujeres. Nagrota Bagwan tiene una tasa media de alfabetización del 90,76%, superior a la media estatal del 82,80%: la alfabetización masculina es del 93,59%, y la alfabetización femenina del 87,87%.